# Albiolo
Albiolo (Albiöö in dialetto comasco, AFI: /alˈbjøː/) è un comune italiano di 2 782 abitanti della provincia di Como in Lombardia, facente parte dell'area dell'Alto Olgiatese.

## Geografia fisica

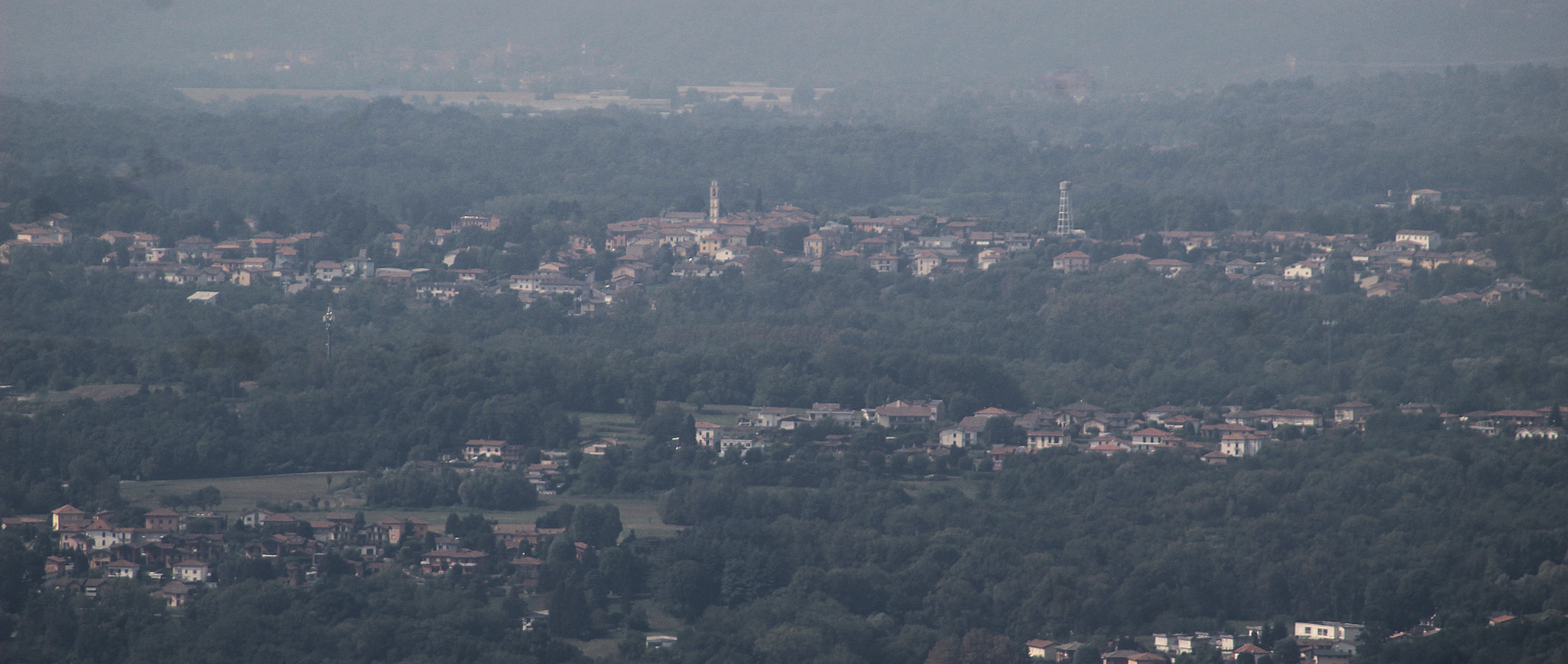
Vista su Albiolo dalle alture sopra Maslianico

Il comune di Albiolo è collocato su una piccola altura della fascia collinare nord-occidentale della provincia di Como, a breve distanza dal confine con la provincia di Varese e a pochi chilometri dal confine tra l'Italia e la Svizzera. Risulta pertanto inserito nella cosiddetta Regio Insubrica.  Tre sono i colli principali su cui si erge: Colle Albiolo, Colle Montenuovo e Colle Muffetta. Il territorio albiolese è occupato, oltre che da abitazioni, da boschi, prati e campi coltivati.
Nella parte orientale di Albiolo sgorga il rio Luretta di Albiolo, immissario del Lura, mentre in quella occidentale nasce il rio Renone, tributario del Lanza.

## Origini del nome
Il nome Albiolo si pensa derivi dal latino alveolus ovvero "piccolo alveo", "pozza d'acqua", forma diminutiva di alves, oppure dal dialetto comasco bièl ossia un "trogolo" del tipo usato per dare il cibo ai maiali. L'associazione alla parola "alveolo" può derivare dalla conformazione del territorio. Albiolo infatti è situata sulla spina collinare che fa da argine all'alveo intermorenico.

## Storia
Albiolo sorse probabilmente attorno al II secolo, come uno degli avamposti militari (presidi) posti dai Romani sulle colline del comasco in seguito alla fondazione di Como, a cui il paese fu strettamente legato anche durante il Medioevo.
Albiolo può vantare inoltre il passaggio di Federico Barbarossa, imperatore tedesco che sconfitto dalla Battaglia di Legnano si apprestava a ritornare in Germania.
Gli annessi agli "Statuti di Como" del 1335 citano Albiolo nell'elenco dei comuni che, all'interno della pieve di Uggiate, erano incaricati della manutenzione del ponte che, passando sul Lura, immetteva nel territorio di Gaggino.
Lo stemmario Carpani raffigura lo stemma della famiglia de Albiolo, attestandone la presenza nel XV secolo.
Il paese fu parte del Ducato di Milano a partire dalla fine del XIV secolo fino all'epoca napoleonica, durante la quale il comune fu aggregato a Cagno sulla base di un decreto di riorganizzazione del Regno d'Italia datato 1807.
Con il ritorno della Lombardia in mano austriaca in seguito alla caduta di Napoleone, Albiolo venne ricostituito come comune autonomo e segui le sorti del Regno Lombardo-Veneto. Dal 1859 Albiolo entro a far parte del Regno di Sardegna e dal 1861 seguì le vicende nazionali dell'Italia.

### Simboli
Lo stemma e il gonfalone sono stati concessi con D.P.R. del 3 aprile 1957.
Il gonfalone è un drappo partito di rosso e d'azzurro.

## Monumenti e luoghi d'interesse

### Architetture religiose

#### Oratorio di San Martino

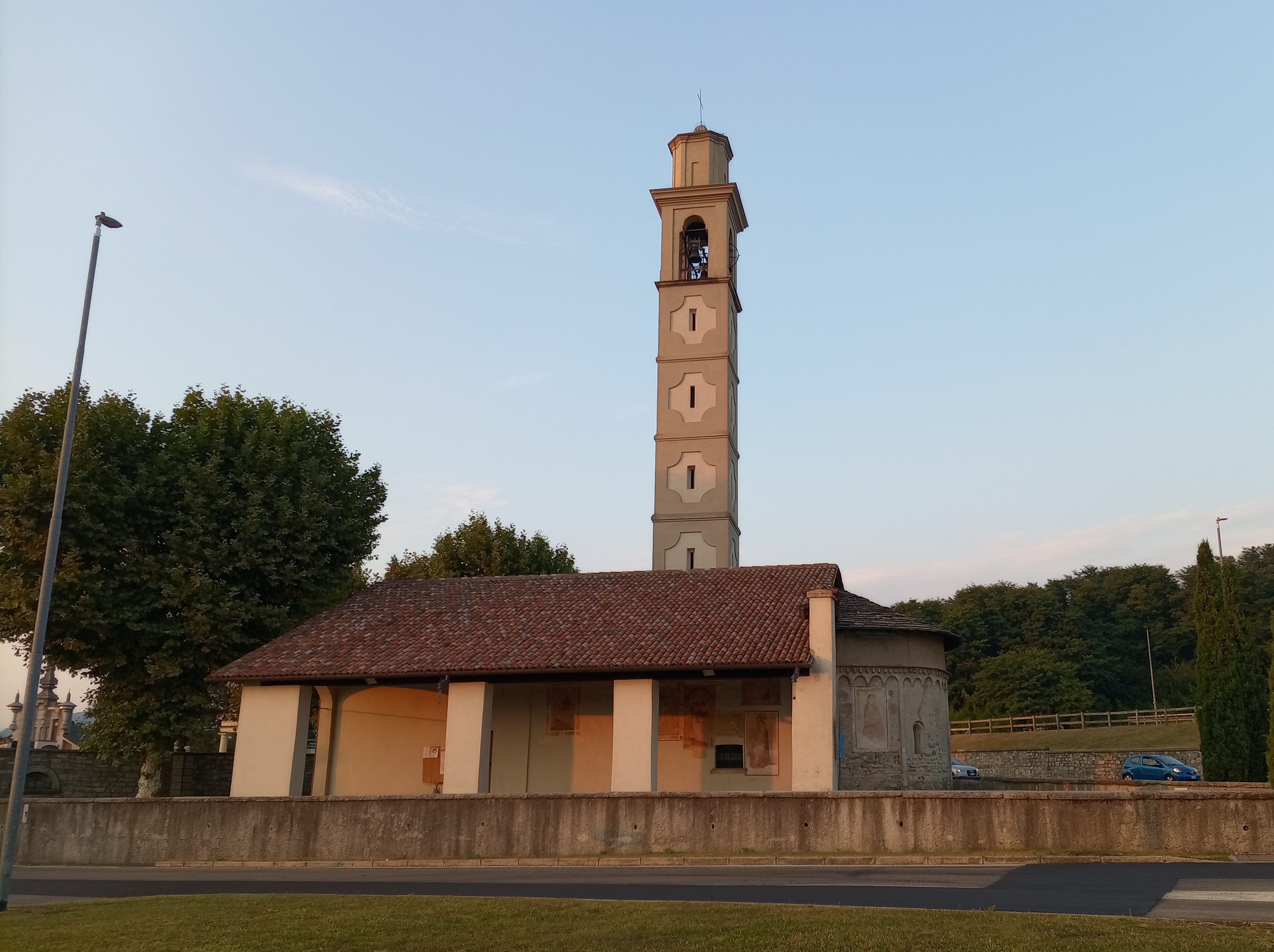
Oratorio di San Martino

Un crocevia di strade che congiungono Valmorea, Albiolo e Cagno ospita l'oratorio di San Martino, detto anche "chiesa di Sant'Anna", uno dei monumenti più antichi di Albiolo. L'antico oratorio, che costituisce una delle testimonianze d'arte romanica minore nell'ambito della pieve di Uggiate,  risale almeno al XII secolo, ma venne ampliato nel corso del XV secolo. Originariamente dedicato a San Martino di Tours (venerato come protettore degli agricoltori), l'oratorio cambiò il suo nome in occasione di un voto fatto a Sant'Anna durante la peste del 1630. Da allora, l'oratorio costituisce un santuario mariano meta di pellegrinaggi, specialmente durante la sagra che - da oltre cent'anni - viene organizzata in occasione della memoria liturgica di Sant'Anna (nel mese di luglio). La chiesetta custodisce molti affreschi ben conservati di scuola lombarda del XIV e XV secolo, tra cui alcuni attribuiti alla scuola luganese dei de Seregno (1568) e altri che si pensa siano stati realizzati da Giovanni Battista Tarilli.

#### Chiesa parrocchiale della SS. Annunciata

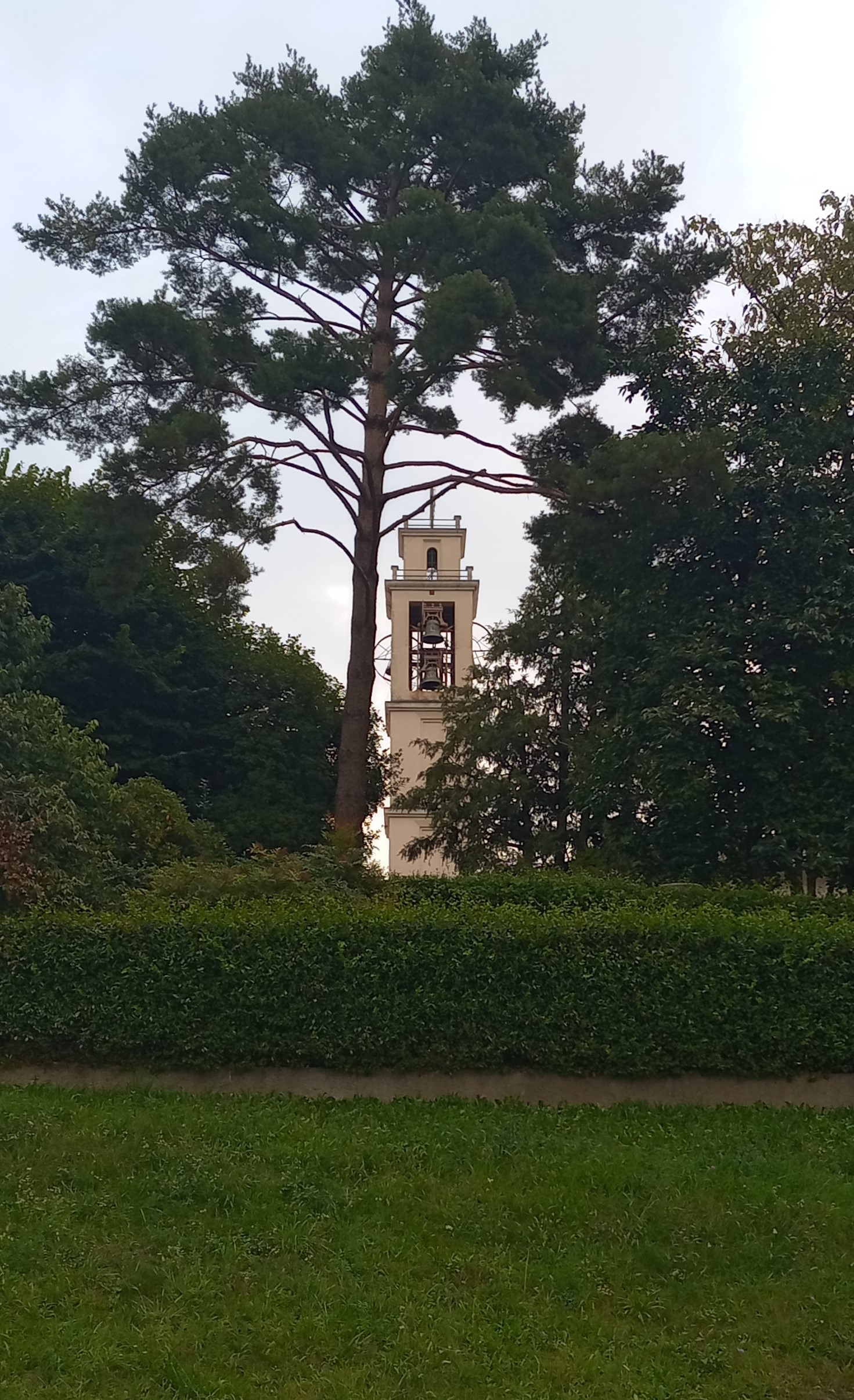
Campanile della chiesa della Beata Vergine Annunciata

Riccamente decorata, la chiesa della Beata Vergine Annunciata è basata su una chiesa più antica, restaurata e modificata nel 1625. Al suo interno è conservato un dipinto d'altare datato 1579, oltre a un notevole altare maggiore che ospita una rappresentazione statuaria della scena dell'Annunciazione. Inoltre è conservato e venerato un Santissimo Crocifisso, gemello di altri due presenti a Como e a Vertemate, che leggenda vuole sia stato portato in processione del venerdì Santo da Innocenzo XI. La scultura, che già nel XV secolo si trovava nella soppressa chiesa di San Benedetto in Como, fu portata ad Albiolo nel 1790 grazie a un acquisto del parroco di allora, don Angelo Patriarca. In cima all'arco trionfale che introduce al presbiterio trova posto un affresco raffigurante l'ostia consacrata, collocata al centro tra la terza e la quarta frase dell'inno O salutaris hostia. Il presbiterio ospita l'organo (due manuali e pedale), costruito dalla Mascioni (opus 467, 1934).

### Architetture civili

#### Castello Odescalchi
Situato dietro la chiesa della Beata Vergine Annunciata, Il Castello Odescalchi sorge sopra un colle che domina Caversaccio e Cagno. La struttura risale al XIII secolo e pare essere stato costruito su resti murari più antichi, questi antichi resti si pensa possano essere quelli di un deposito di armi di epoca tardo romana. Nel VI secolo era di proprietà della famiglia Odescalchi. Il castello appartenne a colui che sarebbe successivamente diventato il beato papa Innocenzo XI. Successivamente, il castello fu donato ad un ordine di frati che vi soggiornarono per un certo periodo. Oggi è una residenza privata restaurata tra il 2016 e il 2017.

#### Centro storico
È caratterizzato da case a corte, tipiche costruzioni lombarde che derivano dalla domus romana: hanno solitamente tre piani e sono chiuse a fortilizio verso l'esterno, con un ampio cortile interno su cui si affacciavano le stalle ed i laboratori di lavoro, al primo piano le abitazioni con loggiato ed al terzo i granai. Nel cortile si svolgeva la vita legata prevalentemente all'agricoltura.
Queste case, tra loro addossate e collegate da strette contrade carrabili e da vicoli pedonali, costituiscono l'antico nucleo di Albiolo. Nel paese la maggior parte delle corti sono state restaurate e le più importanti sono quella del Castell e la Corte Grande.

## Società

### Evoluzione demografica

#### Demografia pre-unitaria
- 1751: 473 abitanti[7]
- 1771: 627 abitanti[23]
- 1788: 437 abitanti[9]
- 1809: (prima dell'aggregazione con Cagno): 456 abitanti[9]
- 1853: 590 abitanti[10]

#### Demografia post-unitaria
Abitanti censiti

### Tradizioni e folclore

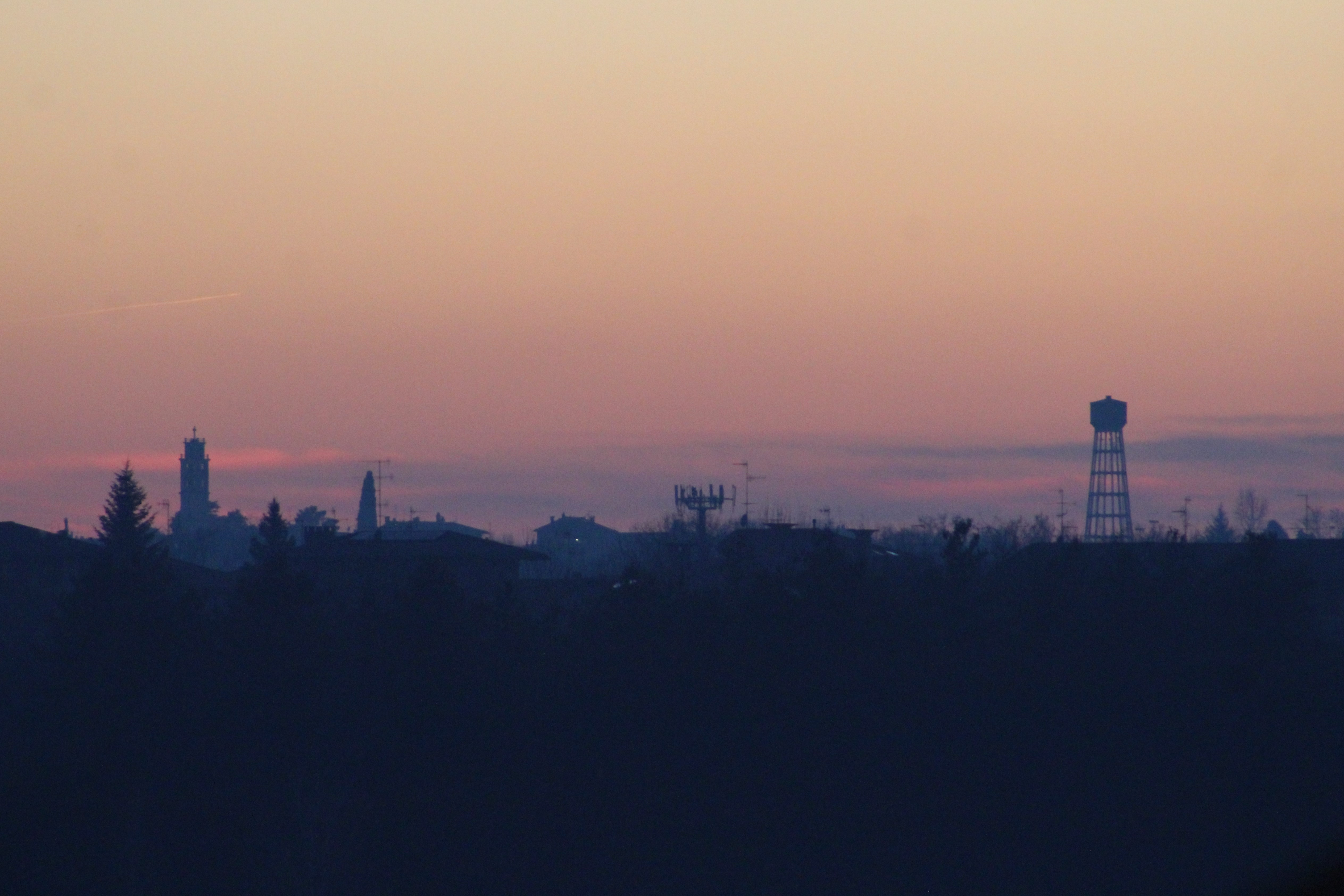
Skyline di Albiolo al tramonto

Nel dialetto locale, gli abitanti di Albiolo sono chiamati curbatt, cioè corvi. Il soprannome deriverebbe da una storia popolare secondo la quale la gente di Cagno, vedendo che cresceva dell'erba sul campanile del paese, decise di far salire in cima ad esso, per mezzo di una carrucola, un asino legato a una corda, affinché mangiasse l'erba che era cresciuta. Tuttavia le cose non andarono come essi avevano sperato, perché l'asino, che era stato legato per il collo, morì strozzato prima di arrivare in cima. I cagnesi chiamarono poi gli abitanti dei paesi limitrofi per cucinare e mangiare l'asino. Arrivarono quindi, in successione, le genti di:
- Caversaccio (nel comune di Valmorea), che macellarono l'asino, da cui il soprannome Peraa (scuoiatori);
- Bizzarone, che portarono il carbone per far cuocere l'asino, da cui il soprannome Carbunatt;
- Casanova (nel comune di Valmorea), che divorarono buona parte dell'asino, da cui Gòss, ossia ingordi;
- Binago, che invece di mangiare l'asino direttamente in loco, riempirono i grembiuli con più carne possibile e la portarono a casa, da cui il soprannome Scusaritt (che significa grembiulini);
- Albiolo, i cui abitanti arrivano in ritardo, trovarono solo pochi resti e vi si buttarono sopra come corvi, da cui il soprannome già citato;
- Rodero, ultimi, che non trovarono nulla e tornarono a casa a bocca asciutta, da cui il soprannome Rabiaa (che significa arrabbiati).

## Infrastrutture e trasporti
Da Albiolo è possibile spostarsi in tutta la provincia di Como e parzialmente in quella di Varese grazie ai servizi di FNM Autoservizi, ciò anche grazie alla presenza del deposito degli autobus presente sul confine Albiolo-Solbiate (dove sorgeva la stazione Solbiate-Albiolo, vedi voce "Ferrovie").

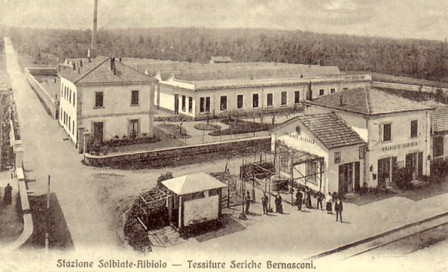
Foto storica della Stazione di Solbiate-Albiolo

### Ferrovie
Dal 1885 al 1966 era in funzione la Ferrovia Como-Varese delle Ferrovie Nord Milano, a scartamento ordinario, che ad Albiolo aveva la sua stazione ferroviaria insieme al comune di Solbiate. Nel 1948 la ferrovia venne elettrificata e nel 1966 venne soppressa definitivamente e abbandonata. Con la chiusura di questa linea si è perso un importante collegamento diretto con Como, Varese e Laveno.